# Proasellus gauthieri
Proasellus gauthieri is een pissebed uit de familie Asellidae. De wetenschappelijke naam van de soort is voor het eerst geldig gepubliceerd in 1924 door Monod.